# 장고 (영화)
《장고》(영어: Django)는 1966년 개봉된 서부 영화이다. 대한민국에서는 1966년 '속 황야의 무법자'로 개봉했다.

## 줄거리
멕시코와 미국 국경을 배경으로, 남북전쟁 당시 북군 군복을 입고 관을 끌고 다니는 장고는 다리 위에서 멕시코 산적들에게 채찍질 당하는 매춘부 마리아를 목격한다. 마리아는 인종차별주의자인 전 남부군 장교 잭슨의 부하들에게 구출되지만, 십자가에 매달려 화형 당할 위기에 처한다. 장고는 잭슨의 부하들을 사살하고 마리아를 보호하기로 한다.
장고와 마리아는 술집이 있는 마을에 도착하고, 그곳에서 술집 주인 나다니엘로부터 마을이 잭슨의 붉은 셔츠단과 혁명가 휴고 로드리게스의 군대 사이에서 중립을 지키는 지역이라는 것을 알게 된다. 잭슨 일당이 술집에 나타나 나다니엘을 협박하자 장고는 그들에게 맞서고 잭슨을 조롱한다. 장고는 자신의 관 속에 숨겨둔 기관총으로 잭슨 일당을 제압하고, 마리아와 하룻밤을 보낸다.
이후 장고는 휴고 일당과 협력하여 멕시코 군 요새에서 잭슨의 금을 훔치기로 한다. 나다니엘의 도움으로 요새에 잠입한 장고 일행은 군인들을 살해하고 금을 탈취한다. 금을 훔쳐 달아나는 과정에서 잭슨의 추격을 받지만, 미국 영토에 도착하며 위기를 모면한다. 장고는 휴고에게 자신의 몫을 요구하지만, 휴고는 권력을 잡은 후 지불하겠다고 약속한다.
금을 훔친 후 파티에서 혁명군 중 한 명이 마리아를 강간하려 하자 장고는 그를 죽인다. 장고는 다른 매춘부와 밤을 보내고, 매춘부의 도움으로 금을 훔쳐 관에 담아 달아난다. 마리아는 장고에게 함께 떠나자고 하지만 장고는 그녀를 설득하여 헤어지기로 한다. 마리아의 총기 오발로 관이 모래 구덩이에 빠지고, 장고가 금을 되찾으려다 거의 익사할 뻔한다. 마리아는 그를 구하려다 부상을 입고, 장고는 복수의 의미로 손이 짓이겨진다.
휴고 일당은 멕시코로 돌아가지만 잭슨과 군인들에게 학살당한다. 장고와 마리아는 마을로 돌아와 나다니엘로부터 잭슨이 장고를 기다린다는 소식을 듣는다. 장고는 잭슨과 그의 일당을 무덤에서 기다리고, 잭슨은 나다니엘을 죽인다. 장고는 자신의 훼손된 손으로 방아쇠를 당길 수 없자 무덤에 기댄 채로 방아쇠를 당겨 잭슨과 그의 일당을 모두 죽인다. 이후 장고는 총을 남겨둔 채로 비틀거리며 무덤을 떠난다.

## 출연진
- 프랑코 네로 - 장고 역
- 에두아르도 파자르도 - 잭슨 역
- 로레다나 누지악 - 마리아 역
- 앙헬 알바레스 - 나타니엘 (바텐더) 역
- 호세 보달로 - 휴고 로드리게즈 장군 역
- 지노 퍼니스 - 조나단 역
- 시몬 아리아가 - 잭슨의 부하
- 지오반니 이반 스크라투글리아  - 잭슨의 부하
- 라파엘 알바이친 - 잭슨의 부하
- 호세 카날레자스 - 잭슨의 부하

## 한국판 성우진

### KBS
- 이정구 - 장고(프랑코 네로)
- 유남희 - 마리아(로레디나 누지악)
- 노민 - 나다니엘(앙헬 알바레스)
- 유민석 - 잭슨(에두아르도 파자르도)
- 이장원 - 휴고 로드리게즈 장군(호세 보달로)
- 유제상 - 잭슨의 부하(줄리오 마쿨라니)
- 김혜미 - 모텔 여자(이본느 산손)
- 안소연 - 모텔 여자(실바나 바치)
- 원호섭 - 리카르도(레모 디 안젤리스)
- 이규석 - 조나단(지나 퍼니스)
- 이재웅 - 멕시코 군인(크리스 후에르타)
- 김대중 - 링고(호세 테론)